# Трабукело (Бергамо)
Трабукело је насеље у Италији у округу Бергамо, региону Ломбардија.
Према процени из 2011. у насељу је живело 131 становника. Насеље се налази на надморској висини од 783 м.